# Tarnaszentmiklós
Tarnaszentmiklós es un pueblo en el condado de Heves, región de Hungría Septentrional, en Hungría .

## Lugares de interés
- Iglesia
- Granja de avestruces